# Lövholmen (vid Bylandet, Raseborg)
Lövholmen är en ö i Finland. Den ligger i Finska viken och i kommunen Raseborg i den ekonomiska regionen  Raseborg i landskapet Nyland, i den södra delen av landet. Ön ligger omkring 76 kilometer väster om Helsingfors.
Öns area är 7,6 hektar och dess största längd är 450 meter i öst-västlig riktning.